# CB Ciudad de Logroño
Club Balonmano Ciudad de Logroño este o echipă de handbal din Spania care evoluează în Liga ASOBAL

## Lot 2009/10
| - 1 Javier Romeo - 2 Javier Parra - 3 Ismael Juárez - 5 Ángel Romero - 6 Unai Arrieta - 7 Miguel Ángel Velasco - 8 Víctor Vigo - 9 Alexandre Tioumentsev - 10 Alfredo Sorrentino |  | - 11 Arturo Martínez - 12 Gúrutz Aguinagalde - 13 Paco López - 16 Gregor Lorger - 17 Isaías Guardiola - 19 Marc Amargant - 86 Ales Abrao - 91 Pavel Baskin |

## Statistici 2008/09
| Liga ASOBAL          | Poziție | Pts | P  | W  | D | L  | F   | A   |
| CB Ciudad de Logroño | 7th     | 30  | 30 | 11 | 8 | 11 | 865 | 889 |

- Goluri:
  - Vukašin Stojanović - 159 Goluri
  - Isaias Guardiola - 100 Goluri
  - Jon Belaustegui - 79 Goluri

## Stadion

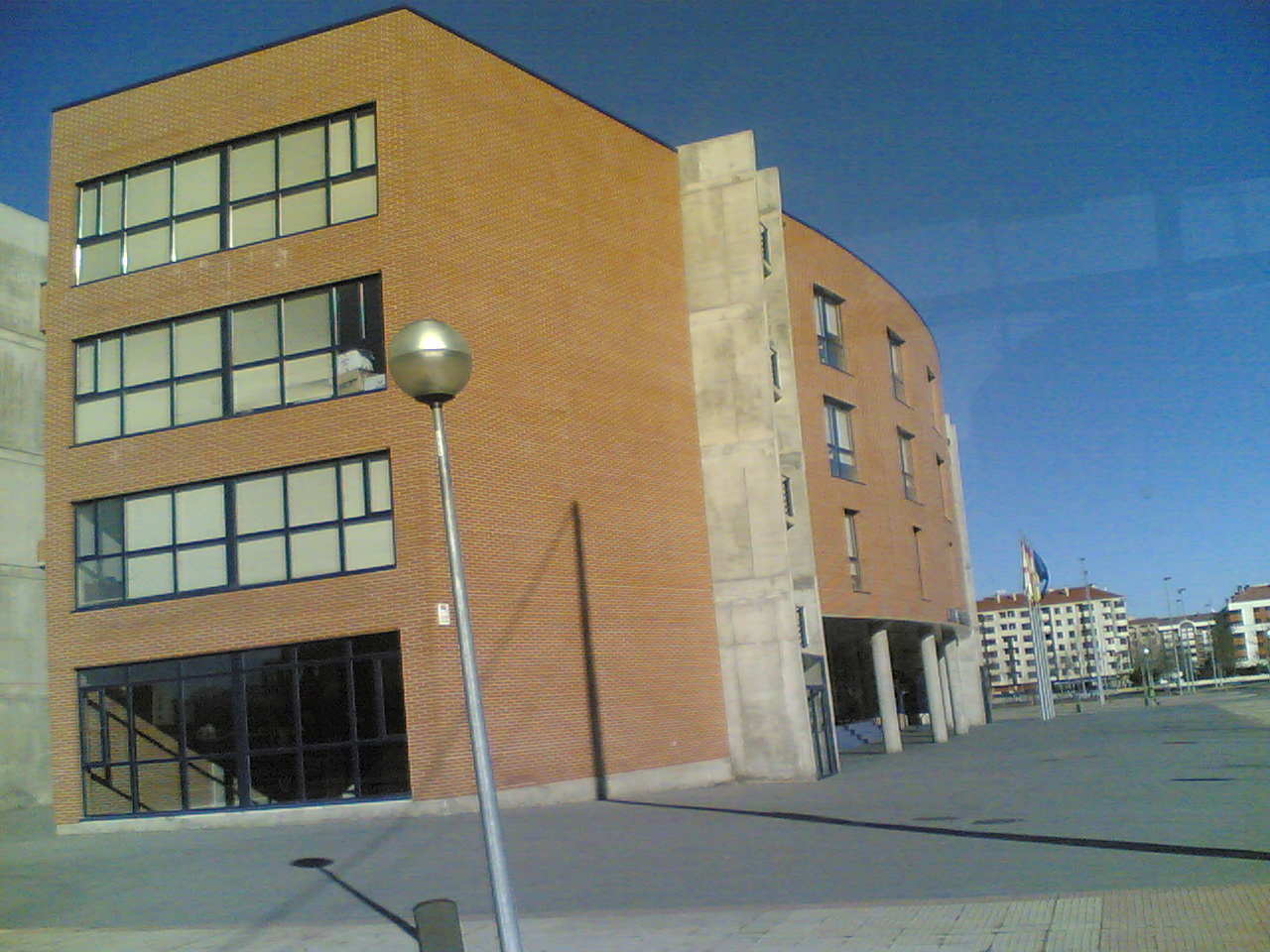
Palacio de los Deportes de La Rioja

- Name: - Palacio de los Deportes
- City: - Logroño
- Capacity: - 3,851 persoane
- Address: - C/ Avda. Moncalvillo, 2

## Jucători faimoși
- Håvard Tvedten
- Diego Pérez
- Armand Torrego
- Gurutz Aguinagalde
- Marco Antonio Oneto
- Marc Amargant